# Alchimie chez Mircea Eliade

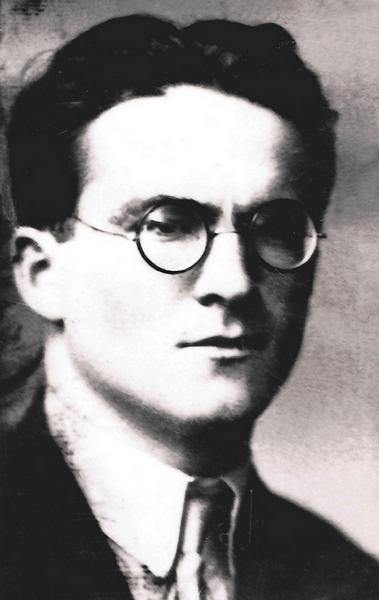
Mircea Eliade commence dès sa jeunesse à s'intéresser à l'alchimie. Portrait en 1933.

L'alchimie chez Mircea Eliade désigne l'ensemble des travaux effectués par l'historien des religions et philosophe Mircea Eliade, sur le thème de l'alchimie, et la place que prend cette dernière dans son œuvre. Eliade interprète l'alchimie comme une discipline très ancienne, de structure mythologique avant tout, qui poursuit des buts spirituels et mystiques essentiellement, et particulièrement présente en Chine, en Inde et en Mésopotamie. Il soutient que toute science a un caractère sacré avant d'être naturalisée et laïcisée, ce qu'il interprète comme une sorte de perte ou de corruption. La méthode historique qu'Eliade utilise pour comprendre l'alchimie est critiquée pour sa tendance vers le conservatisme et l'ésotérisme.

## Littérature
Une nouvelle de jeunesse de Mircea Eliade, parue en 1921, s'intitule Comment j'ai découvert la pierre philosophale (Cum am găsit piatra filosofală).

## Analyses

### La structure mythique de l'alchimie

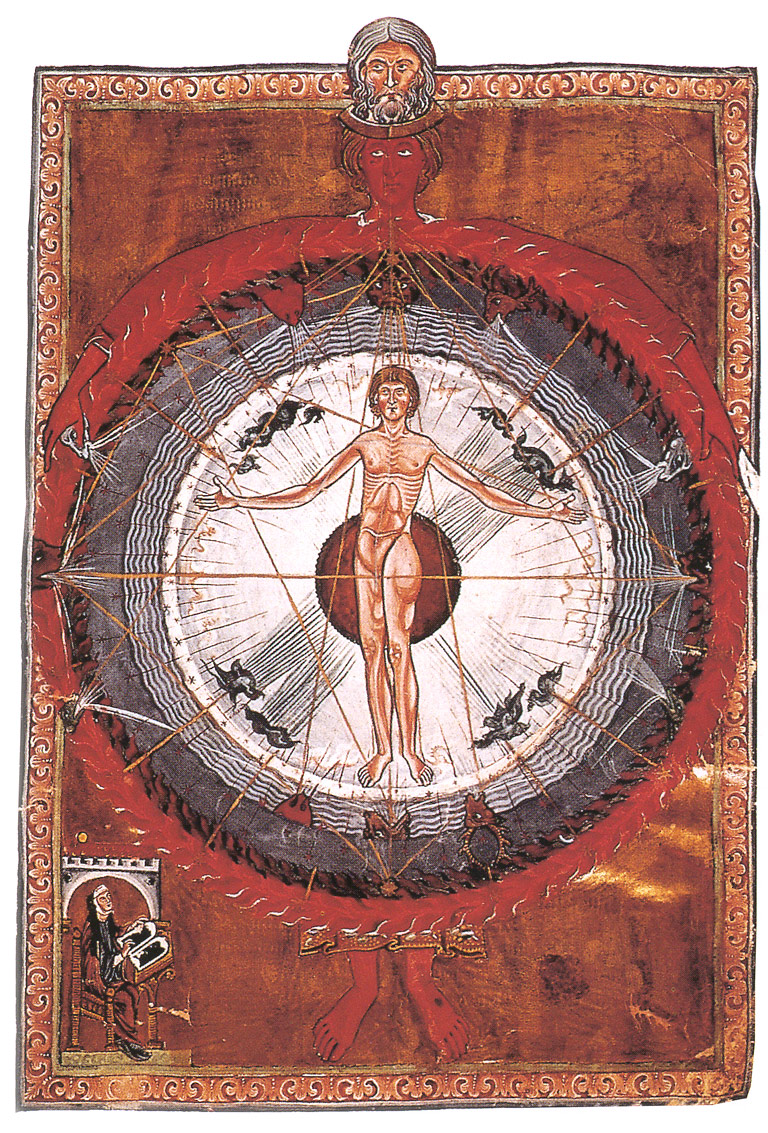
Couverture du Liber Divinorum Operum d'Hildegarde de Bingen, 1165 (copie du XIIIe siècle).

Mircea Eliade conteste que l'alchimie soit une « proto-chimie, c'est-à-dire une discipline, naïve, préscientifique » ou encore un « amas de sottes superstitions ». Selon lui, l'alchimie ne serait pas seulement une expérimentation sur la matière, mais aussi une transformation de son propre « mode d'être ». Cette transformation consiste essentiellement en la recherche de la longévité ou de l'immortalité, la pierre philosophale étant alors identifiée à l'élixir permettant d'allonger indéfiniment la vie. En ce sens, Eliade rapproche le mythe de l'alchimie des rituels de régénération ou de renaissance spirituelle, que l'on trouve par exemple en Inde ancienne, dans le yoga, le taoïsme et le bouddhisme : 
« Dans l'Inde ancienne, l'archétype du rituel initiatique (diksa), rejoue en détail un regressus ad utérum : le protagoniste est enfermé dans une hutte qui représente symboliquement la matrice : il y devient l'embryon. Quand il sort de la hutte, on le compare à l'embryon sortant de l'utérus, et on le proclame « né dans le monde des dieux ». »
Il associe l'alchimie à une sorte de conception vitaliste de la Nature : cette dernière tendrait à produire l'or, et si ce dernier est rare sur terre, ce serait parce que la plupart des minéraux et des métaux ne sont pas parvenus à maturation. L'alchimiste interprète alors son propre travail comme la continuation de l'œuvre de la Nature : l'alchimiste doit provoquer la maturation des métaux et « faire pousser » l'or.  Les anciens mineurs et métallurgistes, ajoute Eliade, auraient partagé cette conviction qu'ils étaient capables de collaborer à l'œuvre de la Nature, et de l'aider à « accoucher » des métaux nobles. Les métaux sont identifiés, dans leur structure, à des organismes vivants. L'élixir aurait pour but de « guérir » ou régénérer les métaux qualifiés de « vils ». Par analogie, la pierre philosophale pourrait guérir les maladies qui affectent les êtres humains.
Eliade affirme encore que « dans toutes les cultures où l'alchimie est présente, elle y est toujours intimement liée à une tradition ésotérique ou « mystique » » : en Chine, en Inde, en Égypte hellénistique, en Islam et en Occident. Ce serait un point commun entre toutes les sciences à leurs débuts, y compris « la céramique, le minage, la métallurgie, la médecine et les mathématiques ». La pratique de l'alchimie dans ces différents pays reposerait ainsi sur la même « structure mythico-religieuse ». Les alchimistes (les « initiés ») cultiveraient le secret, en utilisant un langage crypté pour décrire leur activité et leur « nouvelle manière d'être ». Ils cacheraient leurs pouvoirs ou leur longévité aux autres mortels.

### En Asie

#### Chine

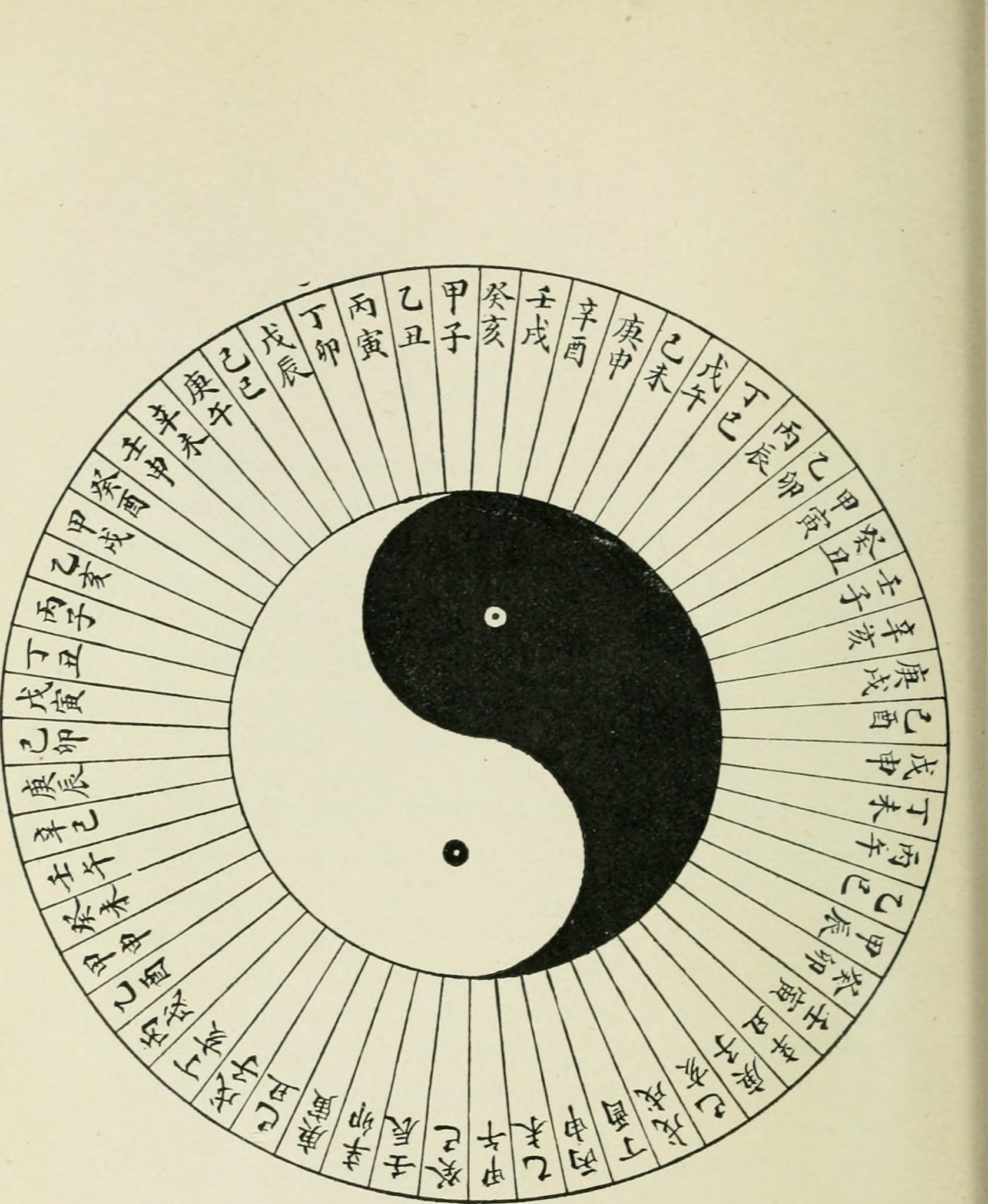
Cycle de Cathay (1897). Pour Eliade, l'alchimie taoïste existe en Chine depuis l'Antiquité.

D'un point de vue méthodologique, dans L'Alchimie asiatique, Mircea Eliade reproche en 1935 aux historiens des sciences de ne s'intéresser à l'alchimie que dans la mesure où elle serait une « préchimie », c'est-à-dire seulement en tant qu'elle serait une pratique scientifique et rationnelle annonçant rétrospectivement la chimie moderne. L'Asie lui permet ainsi de mettre l'accent sur les aspects non-scientifiques de l'alchimie, c'est-à-dire mythiques. Il oppose une alchimie aux multiples aspects, totalisante, témoignant d'une conception complexe du monde, à une préchimie réduite à un aspect fragmentaire, la transmutation des métaux dénuée de tout but spirituel.
Eliade s'intéresse à l'alchimie taoïste pratiquée en Chine ancienne. Il écrit que « L'alchimie n'était que l'une des nombreuses techniques au moyen desquelles les Chinois – les taoïstes en particulier – recherchaient l'immortalité ». Il ajoute que « l'on ne comprendra rien à l'alchimie chinoise si on ne l'intègre pas à leurs conceptions fondamentales sur le monde et l'âme ». L'alchimie ferait donc partie d'un ensemble plus vaste de pratiques essentiellement spirituelles et symboliques, dans le monde chinois, ayant pour but la conservation de la santé, la longévité et même l'immortalité. En ce sens, Eliade explique que les Chinois avaient pour habitude de préparer des aliments contenant de l'or ou du jade, un métal et un minéral travaillés par les alchimistes et censés avoir des propriétés médicales et magiques, ce qui serait la preuve selon lui de la nature religieuse de l'alchimie. Eliade ajoute que c'est seulement en Chine et en Inde que les ascètes ingéraient des préparations à base d'or ou de mercure.
Eliade se sert des cas de la Chine et de l'Inde pour illustrer et démontrer l'existence de deux alchimies « parallèles » voire en « conflit souterrain », qui seraient historiquement et « mentalement » différentes. Pour la Chine, Eliade cite deux auteurs, Huissu et Pêng Hsiao (IXe – Xe siècles), qui auraient distingué une alchimie « exotérique » nommée wai tan, et une alchimie « ésotérique » nommée nei tan. L'exotérique serait plus récente, peut-être influencée par l'alchimie alexandrine et l'alchimie islamique, et serait de nature « laïque, naturaliste, pragmatique et empiriste ». Ce serait une « préchimie » d'allure expérimentale et scientifique. L'autre, l'ésotérique, serait beaucoup plus ancienne (Eliade parle de la « préhistoire de la Chine »), elle n'aurait reçu aucune influence extérieure, et serait de nature « mystique et transcendantale ».

#### Inde
Mircea Eliade s'intéresse ensuite à l'alchimie pratiquée en Inde ancienne, inspirée selon lui du tantrisme et du yoga, et précédant de nombreux siècles une éventuelle influence d'origine islamique. Selon Eliade, des textes du IVe siècle av. J.-C., comme le Bower Manuscript, « le plus ancien traité de médecine en langue sanskrite qui soit parvenu jusqu'à nous », mentionnent le mercure, composant chimique fondamental pour les alchimistes. Il ajoute que des textes tantriques, d'inspiration bouddhiste, datant au plus tôt du IIe siècle parlent déjà de la transmutation (Avatamsaka Sutra, qui fut traduit en chinois à la fin du VIIe siècle).

En Inde également, Eliade repère une distinction entre deux alchimies parallèles et mentalement opposées : 
« [...] la signification authentique de l'alchimie indienne n'était pas celle d'une préchimie, mais d'une technique « mystique ». Des éléments scientifiques obscurs, des rudiments de préchimie existaient en Inde depuis des temps très reculés – ils existaient parallèlement aux techniques alchimiques proprement dites. La chimie ne naît pas de l'alchimie. La chimie existait depuis le début, parallèlement mais séparément, à côté de l'alchimie. »
Pour l'Inde, Eliade va plus loin que pour la Chine. Il affirme que l'influence de l'alchimie islamique, elle-même d'origine alexandrine, à la suite des conquêtes, est faible en Inde et n'est de toute façon pas à l'origine de l'alchimie indienne, beaucoup plus ancienne. Il relativise aussi fortement toute influence de l'alchimie islamique sur la préchimie indienne (l'alchimie au sens expérimental et scientifique du terme).
Il affirme que la tentative tardive en Inde de naturaliser l'alchimie mystique, et d'en faire une discipline scientifique au sens moderne du terme, signifie une avancée vers la perte du « sens traditionnel » et du « sens originel » de l'alchimie mystique (nommée râsayâna, selon l'observateur Al-Biruni). Le sens mystique de l'alchimie signifierait la recherche de l'immortalité et de la libération de l'âme. Par exemple, Eliade trace l'analogie suivante entre deux interprétations, une chimique et une spirituelle, de la fixation du volatil : « [...] le principe dynamique, mobile, est transformé en principe statique, divin. La mobilité de l'expérience psycho-mentale est « réduite », supprimée ; l'âme libérée est tout aussi statique que le mercure « fixé » ». Eliade interprète cette fixation comme une « fonction rédemptrice ».

## Critiques

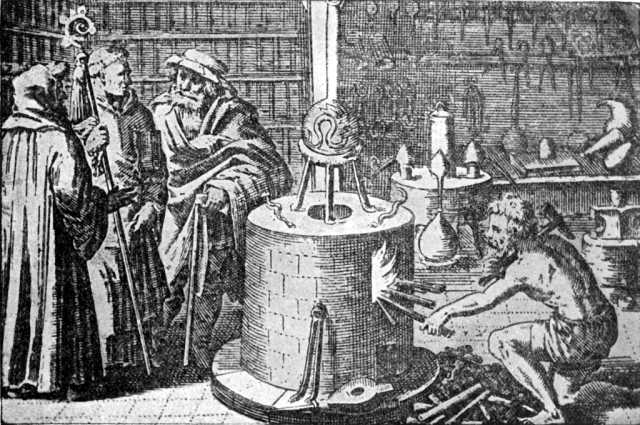
Un laboratoire alchimique. Pour Eliade, l'expérimentation scientifique ne constitue qu'une petite partie de l'alchimie proprement dite.

Bernard Joly met en cause la méthode historiographique utilisée par Mircea Eliade, qu'il qualifie avec celle de Carl Gustav Jung de « fallacieuse ». Il leur reproche de séparer radicalement l'alchimie de la chimie scientifique, et de « considérer [...] que ses discours relèvent d’une conception pan-vitaliste de l'univers, ou encore qu’ils manifestent les aspirations spirituelles d’une humanité déçue par le désenchantement du monde auquel conduit la rationalité scientiﬁque ». Il y aurait, pour Eliade, d'un côté l'alchimie comme conception totalisante de l'homme et de l'univers, prenant en compte leurs aspects tant matériels que spirituels (les « correspondances »), et de l'autre la chimie, science rationnelle et moderne sans spiritualité d'aucune sorte, faisant suite à une « préchimie ». Joly veut démontrer, contrairement à Eliade, que l'alchimie (contextualisée) est en réalité une science, et que la chimie se constitue en continuité avec elle. Il écrit pour cette raison que « les travaux de Mircea Eliade sur l'alchimie doivent être reçus avec beaucoup de précautions ».
De même, Didier Kahn qualifie les théories d'Eliade de « séduisants systèmes [construits] au mépris de l'historicité la plus élémentaire ». Ce qu'il critique particulièrement, c'est la tentation de faire de l'alchimie une doctrine fondée sur des archétypes sur le modèle jungien, c'est-à-dire une discipline qui repose sur des mythes intemporels, au contenu invariable et par conséquent anhistorique. L'utilisation de la philologie (étude critique et linguistique des textes), selon Kahn, devrait permettre au contraire d'historiciser l'alchimie et de faire la distinction entre un « alchimiste grec du IIIe siècle » et un « paracelsien allemand de la Renaissance », qui n'ont peut-être pas grand chose en commun.
Daniel Dubuisson va jusqu'à qualifier l'œuvre du mythologue roumain de pseudo-science. Il lui reproche de constituer une tradition « bric-à-brac » de mythes et d'ésotérismes, en mélangeant par exemple l'alchimie, la kabbale et le yoga, qui n'ont rien à voir selon lui. Le but d'Eliade serait, selon Dubuisson, de célébrer des « élites spirituelles », dans une conception aristocratique de la religion. Ces élites seraient les « initiés » qui comprennent les liens secrets entre les différentes traditions mythologiques et ésotériques. Sous prétexte de chercher une universalité culturelle secrète, Eliade ferait des comparaisons fausses entre ces traditions, menant à un « stupéfiant syncrétisme », un « cocktail à base d'alchimie, d'hermétisme, de gnosticisme, de vedânta, de kabbale, de numérologie, etc. ». C'est « l'un des traits les plus constants de tous les courants ésotéristes », ajoute Dubuisson, et cela ne constitue pas selon lui une démarche historique rigoureuse, laquelle aurait plutôt tendance à dissocier les éléments de ce cocktail et à les étudier séparément.

### Textes de Mircea Eliade
- Mircea Eliade, Comment j'ai découvert la pierre philosophale, 1921.
- Mircea Eliade (trad. Alain Paruit), Cosmologie et alchimie babyloniennes, Paris, Gallimard, 1991 (1re éd. 1937), 140 p. (ISBN 9782070724772).
- (en) Mircea Eliade, « The Forge and the Crucible : A Postscript », History of Religions, vol. 8, no 1, 1968, p. 74-88.
- Mircea Eliade, Forgerons et alchimistes, Paris, Flammarion, coll. « Champs », 1995 (1re éd. 1956), 214 p. (ISBN 208081012X).
- Mircea Eliade (préf. Stanislas Deprez), Forgerons et alchimistes, Paris, Flammarion, coll. « Champs », 2018 (1re éd. 1956), 311 p. (ISBN 9782081426467).
- Mircea Eliade, Le Mythe de l'alchimie, suivi de L'Alchimie asiatique, Paris, L'Herne/Le Livre de Poche, coll. « Biblio essais », 1978/1990 (1re éd. 1976/1935), 119 p. (ISBN 2253060453).
- Mircea Eliade, Le Yoga : Immortalité et liberté, Paris, Payot, coll. « Bibliothèque historique », 2015 (1re éd. 1933), 475 p. (ISBN 2228913138).

### Textes critiques
- (en) Florin-George Calian, « Alkimia Operativa and Alkimia Speculativa. Some Modern Controversies on the Historiography of Alchemy », Annual of Medieval Studies at CEU, vol. 16,‎ 2010, p. 166-190 (lire en ligne).
- Daniel Dubuisson, « L'ésotérisme fascisant de Mircea Eliade », Actes de la recherche en sciences sociales, vol. 106, no 1,‎ 1995, p. 42-51 (lire en ligne, consulté le 19 juin 2016).
- Daniel Dubuisson, Impostures et pseudo-science : L'œuvre de Mircea Eliade, Villeneuve d'Ascq, Presses Universitaires du Septentrion, coll. « Les savoirs mieux », 2005, 207 p. (ISBN 2859398740).
- Bernard Joly, « À propos d'une prétendue distinction entre la chimie et l'alchimie au XVIIe siècle : Questions d'histoire et de méthode », Revue d'histoire des sciences, vol. 60, no 1,‎ 2007, p. 167-184 (lire en ligne, consulté le 6 juin 2016).
- Bernard Joly, « Quand l'alchimie était une science », Revue d'histoire des sciences, vol. 49, no 2,‎ 1996, p. 147-157 (lire en ligne, consulté le 19 juin 2016).
- Didier Kahn, Alchimie et paracelsisme en France : (1567-1625), Genève, Librairie Droz, coll. « Cahiers d'Humanisme et Renaissance » (no 80), 2007, 806 p. (ISBN 978-2-600-00688-0, OCLC 154673701).